# Carludovica sulcata
Carludovica sulcata är en enhjärtbladig växtart som beskrevs av Barry Edward Hammel. Carludovica sulcata ingår i släktet Carludovica och familjen Cyclanthaceae. Inga underarter finns listade.